# Olympische Sommerspiele 2008/Teilnehmer (Demokratische Republik Kongo)
| Gelbes Symbol für Goldmedaillen mit stilisierten Olympischen Ringen | Graues Symbol für Silbermedaillen mit stilisierten Olympischen Ringen | Braundes Symbol für Bronzemedaillen mit stilisierten Olympischen Ringen |
| ------------------------------------------------------------------- | --------------------------------------------------------------------- | ----------------------------------------------------------------------- |
| —                                                                   | —                                                                     | —                                                                       |

Die Demokratische Republik Kongo war mit der Teilnahme an den Olympischen Sommerspielen 2008 in Peking insgesamt zum 4. Mal bei Olympischen Spielen vertreten. Die erste Teilnahme war 1968.

## Teilnehmer nach Sportarten

### Boxen
- Herry Saliku Biembe
Männer, Mittelgewicht

### Judo
- Éric Kibanza
Männer, Leichtgewicht

### Leichtathletik
- Gary Kikaya
Männer, 400 Meter Sprint
- Franka Magali
Frauen, 100 Meter Sprint

### Schwimmen
- Stany Kempompo Ngangola
Männer, 50 Meter Freistil